# ヤサント・ジャダン
ヤサント（またはイヤサント）・ジャダン（Hyacinthe Jadin, *1776年4月27日 ヴェルサイユ - †1800年9月27日 パリ）は、兄ルイとともにフランスの作曲家兄弟。音楽家一家に生まれ、父ジャン・ジャダンは宮廷楽団員で、おじジョルジュは作曲家であった。
名高いパリ楽派のドイツ人ピアニスト、ニコラ・ジョゼフ・ユルマンデル（ Nicolas Joseph Hüllmandel、独語ではニコライ・ヨーゼフ・ヒュルマンデル）から卓越した音楽教育を受ける。ユルマンデルから受けた基礎教育によって、華麗なフォルテピアノ奏者としての経歴を重ねることができた。早くも13歳にして自作がコンセール・スピリテュエルで演奏されるほどの神童ぶりを発揮するが、結核により1799年を最後に22歳で演奏活動から引退し、翌年に夭折した。
1795年からパリ音楽院ピアノ科で女子クラスを担当。兄ルイやゴセックとともに、かのフランス革命のために愛国歌や軍楽（吹奏楽）を創作した作曲家の一人に数えられ、18世紀以降の吹奏楽の発展に貢献した。
ヤサント・ジャダンの作品は、いくつかの音楽語法の点でフランツ・シューベルトを予期するものである。とりわけピアノソナタを中心としたピアノ曲は、ロマン派音楽の原型となる要素がちりばめられ、様式的に見て古典派音楽からロマン派音楽への橋渡しをしている。他にピアノ協奏曲、弦楽三重奏曲、弦楽四重奏曲などを作曲している。